# Eristalis violacea
Eristalis violacea är en tvåvingeart som beskrevs av Macquart 1848. Eristalis violacea ingår i släktet slamflugor, och familjen blomflugor. Inga underarter finns listade i Catalogue of Life.